# Zaraza drobnokwiatowa
Zaraza drobnokwiatowa (Orobanche minor Sm.) – gatunek byliny z rodziny zarazowatych (Orobanchaceae). We florze Polski gatunek obecnie (2012 r.) klasyfikowany jest jako kenofit, wcześniej uważany był za gatunek rodzimy.

## Zasięg występowania
Występuje w Afryce Północnej, na Maderze, Wyspach Kanaryjskich, Europie Południowej i Środkowej oraz w Azji Zachodniej i na Kaukazie. Zawleczona została na Azory oraz do Ameryki Południowej (Kostaryka, Kolumbia, Chile). W Polsce występuje wyłącznie na południu, przede wszystkim w Karpatach. Obecnie występuje tylko na pojedynczych stanowiskach na Pogórzu Cieszyńskim, Strzyżowskim, Rożnowskim, w Beskidzie Małym, Kotlinie Sądeckiej, Beskidzie Niskim.

## Morfologia
ŁodygaWzniesiona, pojedyncza, gruba i mięsista o wysokości 10–50 cm.
LiścieBezzieleniowe, w postaci łusek wyrastających skrętolegle na łodydze. W jej dolnej części są liczne i jajowate, w górnej nieliczne, podługowate i zaostrzone.
KwiatyGrzbieciste, siedzące. Kielich złożony z dwóch łatek. Korona ma długość 10–17 mm, jest biaława lub żółtawa i fioletowo żyłkowana. Jej rurka jest długości kielicha, lub nieco krótsza. Szczyt górnej wargi jest wyprostowany. Znamiona słupka ciemne, nitki pręcików słabo owłosione i wyrastające około 2–3 mm wyżej niż nasada korony. Gardziel korony jest dość wąska, a łatki górnej wargi zwrócone są do przodu.
OwocElipsoidalna i wydłużona torebka.
|  |  |  |  |

## Biologia i ekologia
RozwójBylina lub roślina dwuletnia, geofit, roślina pasożytnicza (pasożyt całkowity). W krajach o długim sezonie wegetacyjnym może jednak zdążyć wydać nasiona w ciągu jednego roku, może więc być również rośliną jednoroczną.  Kwitnie od połowy maja do początku września. Jest owadopylna, kwiaty najczęściej zapylane są przez trzmiele i pszczoły. Według niektórych źródeł jest również samopylna. Nasiona bardzo drobne, rozsiewane przez wiatr. Jedna roślina wytwarza ich od kilkuset do kilku tysięcy. Charakteryzują się dużą żywotnością (powyżej 10 lat).
FitosocjologiaWystępuje w uprawach koniczyny oraz na suchych łąkach i w zaroślach. Pasożytuje na roślinach należących do różnych rodzin, m.in. astrowatych, bobowatych. Najczęściej pasożytuje na różnych gatunkach koniczyny. Liczebność populacji na danym stanowisku jest bardzo zmienna w poszczególnych latach. Np. na Grojcu obserwowano przez kilka lat populację licząca około 30 pędów, zaś w 2002 pojawiło się około 200 pędów. W 1995 na polu koniczyny w Czchowie na powierzchni kilkudziesięciu metrów kwadratowych pojawiło się kilkaset osobników.
GenetykaLiczba chromosomów 2n = 38.

## Zagrożenia i ochrona
Roślina była objęta w Polsce ścisłą ochroną gatunkową w latach 2012-2014. Roślina umieszczona na Czerwonej liście roślin i grzybów Polski (2006) w grupie gatunków rzadkich, potencjalnie zagrożonych (kategoria zagrożenia R). Ochrona gatunku jest trudna, gdyż pojawia się on w danym siedlisku przypadkowo i po jakimś czasie zanika.

## Znaczenie
W niektórych krajach, szczególnie tam, gdzie występuje jako gatunek zawleczony (np. w USA), staje się gatunkiem inwazyjnym. Obserwuje się masowe pojawy tego gatunku w uprawach roślin rolniczych, szczególnie na plantacjach koniczyny, rzepaku, słonecznika, tytoniu, bobu, pomidora. Jest tutaj chwastem powodującym duże straty w plonach.